# Yucca linearifolia
Yucca linearifolia là một loài thực vật có hoa trong họ Măng tây. Loài này được Clary miêu tả khoa học đầu tiên năm 1995.

## Hình ảnh

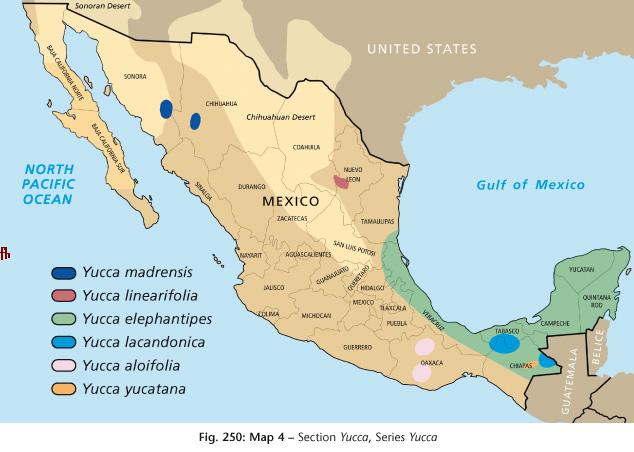
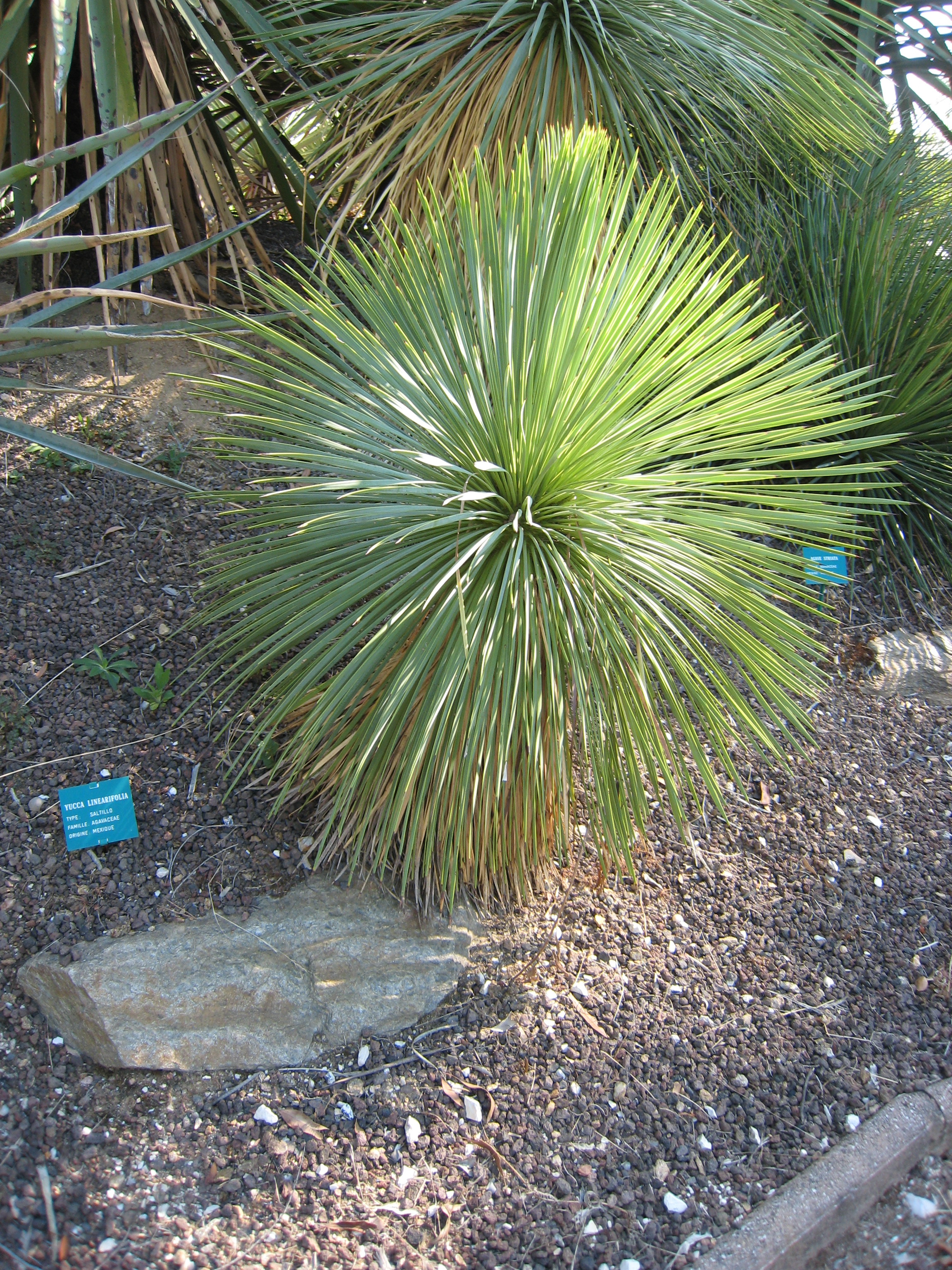
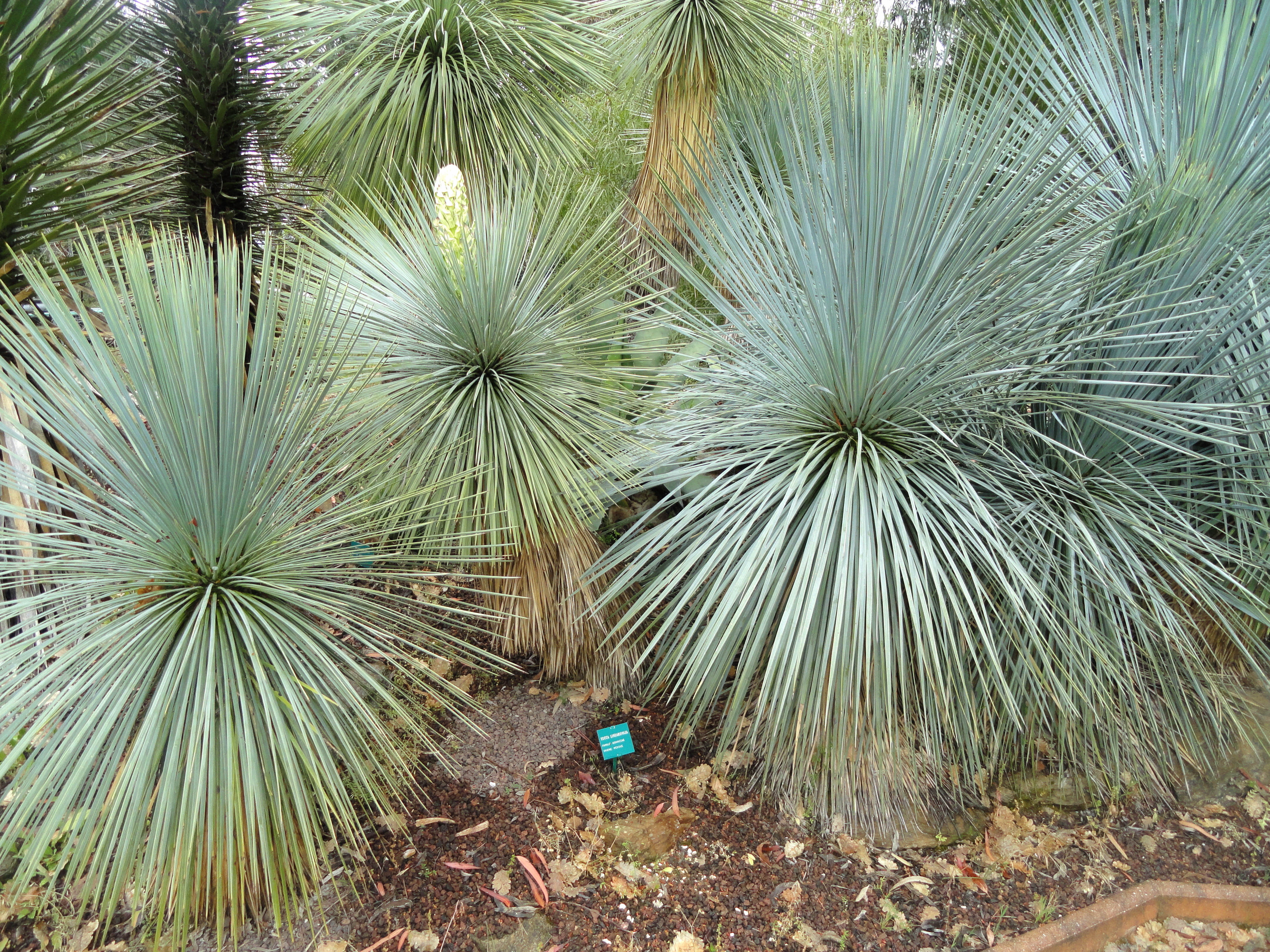
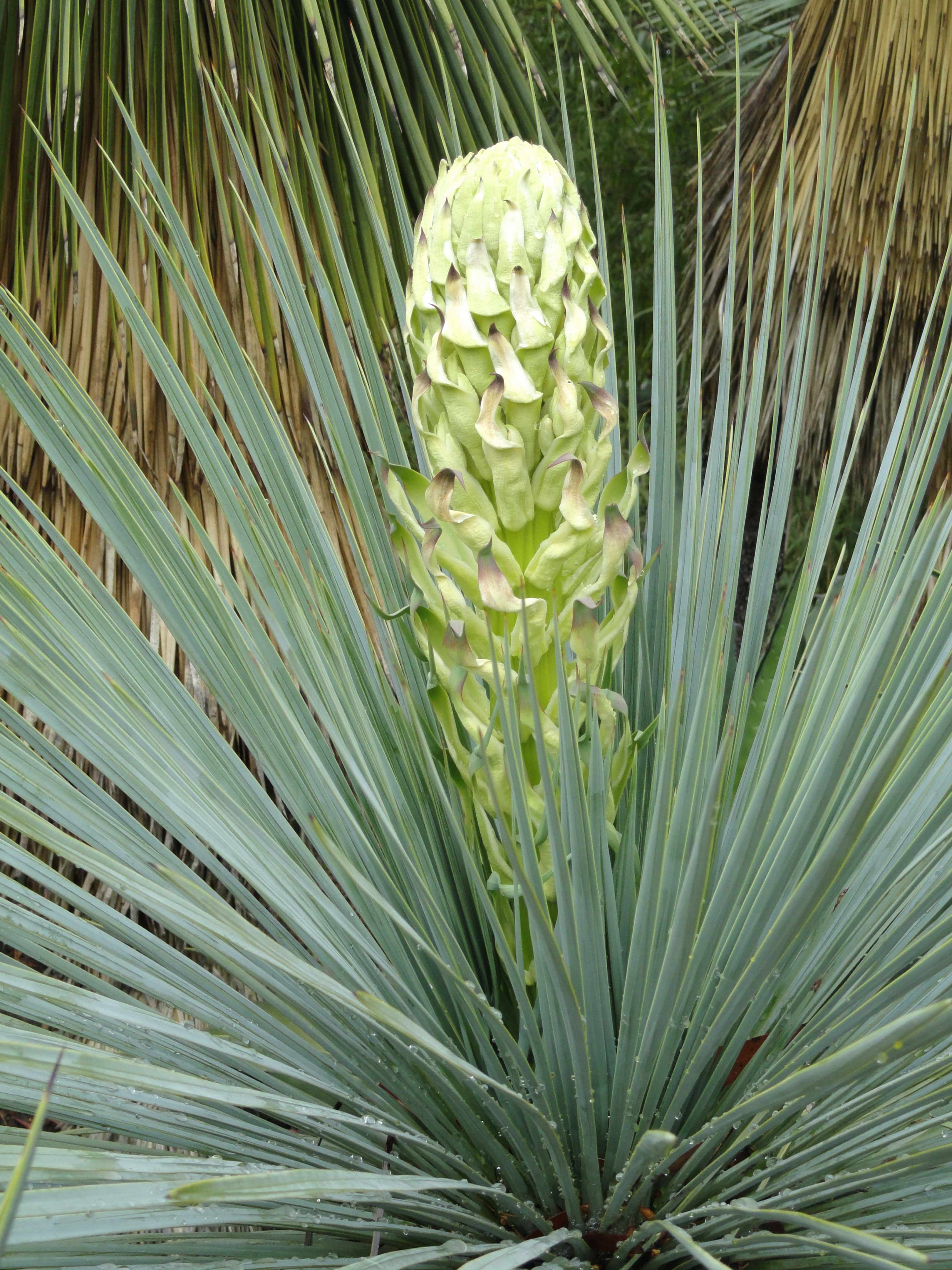